# 合資公司
合資公司，又稱聯營公司、合營公司（英語：Joint Venture，簡稱 JV），一般定義為由兩家以上公司共同投入資本成立，分別擁有部分股權，並共同分享利潤、支出、風險、及對該公司的控制權。與策略聯盟不同，策略聯盟與公司股權無關，在形式上也較不嚴謹。合資公司可能只為一個项目而成立，也可能像索尼愛立信這樣以合資企業的形式持續合作經營。通过设立合资公司，可協助企業快速熟悉新的市場，並比較容易爭取到外國政府的支持，有利於實現全球化經營與降低經營風險。但是一旦一旦雙方理念不合，在利益分配及經營決策上便容易產生衝突，而最終導致拆夥。雖然與合夥事業比較上有類似的關係，但合夥經營並非由法人組織營運。
对于跨国企业，如果一家企业到海外與当地企業共同出資設立新公司，一般是由出海企業提供技術、專利和品牌等，当地企業负责办理许可证、建立工厂、招募劳动力并负责构建销售渠道、处理政府关系等。
合资公司的經營方式共可分為簽訂許可證合同、簽訂生產合同、共同投資这三种模式。

## 形成原因
合資公司在石油化工领域非常常見，並常以一家本國公司與一家外國公司（其中3/4是國際企業）合作的形式成立。藉由這樣的合作形式，本國公司可以獲得它所不足的技術設備，而外國公司也可利用本國公司對該國的熟悉與政治關係。
一般來說，兩家公司合作並成立合資公司的原因如下：
- 政府的鼓勵或法令政策

基於當地政府的鼓勵或法令限制，例如印度政府及限制國外公司在當地的持股最多只能到40%，而關稅政策也是國外公司藉由與當地公司合作成立合資公司的原因。
- 進入國外市場

例如豐田汽車與通用汽車合作成立的新聯合汽車製造公司中，豐田汽車取得進入美國市場的實際知識，而通用汽車則取得豐田汽車的技術與管理方法。
- 資源互補
- 分散風險

## 失敗原因
據研究發現，公司之間有 30% 到 61% 的機率無法談成合資公司的合作關係，或是所成立的合資公司在五年內就失敗了（Osborn，2003）。此外，在低開發國家的合資公司也較不穩定，而與當地政府合作的合資公司的失敗機率也較大，似乎與私有企業對企業經營的實際知識的掌握較成熟有關。另外在需求與生產技術快速變動的情形下也較容易失敗。
因為參與雙方而導致合資公司失敗的原因可歸納如下列幾點：
- 目標不同
- 雙方或單方未揭露成功合作必要之資訊
- 利潤分配問題
- 溝通不良

## 會計處理
國際財務報導準則第11號將聯合協議(joint arrangement)分為聯合營運(joint operation)及合資(joint venture)。
1. 聯合營運：若對聯合協議具有聯合控制之各方，對於與該協議有關之資產及負債具有權利及義務，則該協議稱為聯合營運。
若聯合營運者與聯合營運者之間存在出售及購買資產之交易，聯合營運者應就其本身所持有之權益部分認列未實現損益。
2. 合資：若對聯合協議具有控制之各方，僅對於該協議之持有部分(權益)具有權利，則該協議稱為合資。
具聯合控制之合資者，應將其合資權益認列為一項投資，依據國際會計準則第28號「投資關聯企業及合資」之規定認列為採用權益法之投資。不具聯合控制，但具重大影響之合資者，應將其合資權益認列為一項投資，依據國際會計準則第28號「投資關聯企業及合資」之規定認列為採用權益法之投資。不具聯合控制，且不具重大影響之合資者，應將其合資權益認列為一項金融資產，依據國際財務報導準則第9號金融工具進行處理。

## 實例
- 福特汽車公司與馬自達汽車公司合作的汽車聯盟國際公司
- 西南貝爾電訊與貝爾南方公司合作的Cingular無線公司
- 德士古石油公司與荷蘭皇家蜆殼石油公司合作的艾奎倫
- 樂金集團與荷蘭皇家飛利浦電子公司合作的樂金飛利浦
- 通用汽車與豐田汽車合作的新聯合汽車製造公司
- 奇異公司與Penske公司合作的Penske Truck Leasing
- 怡和洋行與迅達集團公司合作的怡和迅達
- 富士菲林與施樂公司合作的富士施樂
- 卡特彼勒與三菱重工合作的新卡特彼勒三菱有限公司（1963 → 2008）
- 卡特彼勒與徐工集團合作的卡特彼勒徐州有限公司（1995 → 2010）

### 引用
1. ↑  證券發行人財務報告編製準則（採國際財務報導準則版本）第28條 （页面存档备份，存于），證券發行人財務報告編製準則（採國際財務報導準則版本）第28條。
2. ↑  林蕙真 劉嘉雯.  第七版. : 108. ISBN 978-986-7473-68-4.

### 書目
- Michael R. Czinkota, Ilkka A. Ronkainen, and Michael H. Moffett. "International Business, 6th edition", in International Business Entry and Development, 296-297. South-Western, 2002.
- Philip Kotler. "Marketing Management, 11th edition", in designing global market offering, 392. Prentice Hall, 2003
- Kenrui Lin " International Marketing" 113-124, 2017
- Vince TadeTade blend commercial stall platform modern properties 2023-2043